# Дом банка и торгового дома «И. В. Юнкер и Ко»
Дом банка и торгового дома «И. В. Юнкер и Ко» — историческое здание, расположено в Москве на улице Кузнецкий Мост, 16/5. Построено в 1876 году архитектором П. С. Кампиони. Перестроено в 1900—1908 годах в стиле модерн архитектором А. Э. Эрихсоном. В 1913—1915 годах архитектором В. И. Ерамишанцевым, при участии братьев Весниных фасад здания перестроен в неоклассических формах. Дом банка и торгового дома «И. В. Юнкер и Ко» является объектом культурного наследия регионального значения. По мнению ряда искусствоведов, здание является одной из лучших построек московской неоклассики.

## История
В XVIII веке на этом месте стояли дворы кузнеца Г. Мосягина, пушечного ученика И. Артемьева, находился пустырь, принадлежавший Н. Маркулову. В конце века участком владели иностранцы Тардье и Роже. Здесь же располагались принадлежащие француженке Мари-Роз Обер-Шальме фабрика игральных карт и популярный галантерейный магазин, о котором писатель С. П. Жихарев вспоминал:
Много денег оставлено в магазине мадам Обер-Шальме! Достаточно было на годовое продовольствие иному семейству; недаром старики эту Обер-Шальме переименовали в Обер-Шельму.

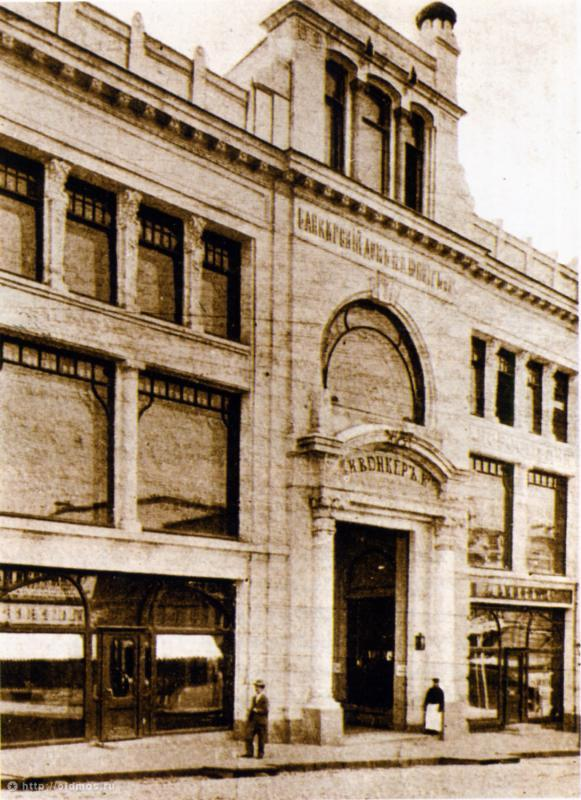
Фасад здания до перестройки, ок. 1900 г.

Во время оккупации Москвы Наполеон встречался с Обер-Шальме, возможно, успешная модистка являлась его давним агентом. После ухода французских войск товар магазина и другое имущество Обер-Шальме было конфисковано. Однако продажа конфискованного началась лишь в мае 1813 года, когда от него мало что осталось: от распродажи было выручено лишь 35 тысяч рублей, хотя после ухода французов товара в магазине оставалось по общему мнению на полмиллиона.
С начала XIX века и до середины 1870-х годов владение принадлежало купчихе Х. Беккерс и её потомкам. Находившийся здесь универсальный магазин братьев Беккерс продавал изделия из глины, фаянса, сидеролита, горшки для цветов, карикатурные фигурки русских писателей и артистов. В 1848 году в магазине была представлена привезённая из Парижа «машина для выведения цыплят»; в 1840-х годах магазин являлся единственным в Москве торговым предприятием, осуществлявшим продажу дагеротипов. В доме Беккерс работал приезжавший из Берлина корсетный мастер И. Розенберг, а также размещался большой магазин «рубашечника из Парижа Якова Лиона младшего», при котором имелись собственные мастерские. В 1859 году здесь разместились музыкально-издательская фирма «А. Гутхейль», ставшая одним из крупнейших нотных издательств дореволюционной России, и магазин музыкальных инструментов.
В 1876 году здание было перестроено по проекту архитектора П. С. Кампиони. В 1878 году владение приобрёл торговый дом «И. В. Юнкер». В размещавшейся здесь банкирской конторе Юнкера осуществлялись сделки с ценными бумагами, оформлялись векселя и другие финансовые поручения. В 1900—1908 годах по заказу коммерческого банка И. В. Юнкера архитектором А. Э. Эрихсоном было построено здание в стиле раннего московского модерна, с сохранением элементов прежних построек. Дом стал первой постройкой зодчего в этом стиле, в нём фактически сформировался архитектурный язык «эрихсоновского» модерна. Внешний облик здания сочетал в себе ордерные элементы (вход был оформлен в виде портика) с обширными плоскостями остекления двух первых этажей. Постройка вызвала множество критических отзывов. Возможно, именно благодаря критике уже в 1913—1915 годах фасад дома был перестроен в неоклассических формах по проекту В. И. Ерамишанцева и братьев Весниных с сохранением структуры здания. Гармоничный фасад дома разделён коринфскими полуколоннами на три равные части и оформлен глубокой входной аркой с маскароном Юпитера в её замке́. Пятый и шестой этажи здания подчёркнуты рядом окон с колоннами и крупным декором.
В 1916 году банк Юнкера стал «Московским промышленным банком». В то же время в доме размещались редакция газеты «Новости дня» и магазин придворного ювелира К. Э. Болина. В 1931 году в этом здании состоялась встреча посетившего Россию Б. Шоу с советскими писателями. В советское время в здании находились: Главлегмаш, Московская областная контора Госбанка, городское отделение Госстраха, издательство ОГИЗ, Центральный комитет Союза Обществ Красного Креста и Красного Полумесяца. С 12 июня 1922 г. организация называлась «Помощь политическим заключённым» (разновидности названия: «Помполит», «Политпомощь»). Эта организация по просьбе родственников арестованных по политическим обвинениям наводила справки о том, где они содержатся, осуществляла им материальную помощь, ходатайствовала перед властями об их освобождении. Организация располагалась в доме № 16 на улице Кузнецкий Мост, рядом с приемной ОГПУ (впоследствии номер дома изменился: вместо № 16 — № 24). Она просуществовала до середины 1937 г., когда была распущена приказом наркома внутренних дел Н. И. Ежова. В 1938 году дом организации был опечатан.
Затем там были Московская городская контора Стройбанка, Банк внешней торговли. В 1990 году здание занял Внешторгбанк, головной офис которого находился здесь до середины 2000-х годов. В настоящее время в доме размещается Центральный аппарат Федеральной службы судебных приставов России.